# Madila
Madila est un village de la commune de Nissi du comté de Harju en Estonie.
Au 31 décembre 2011, il compte 40 habitants.